# Йозефплац

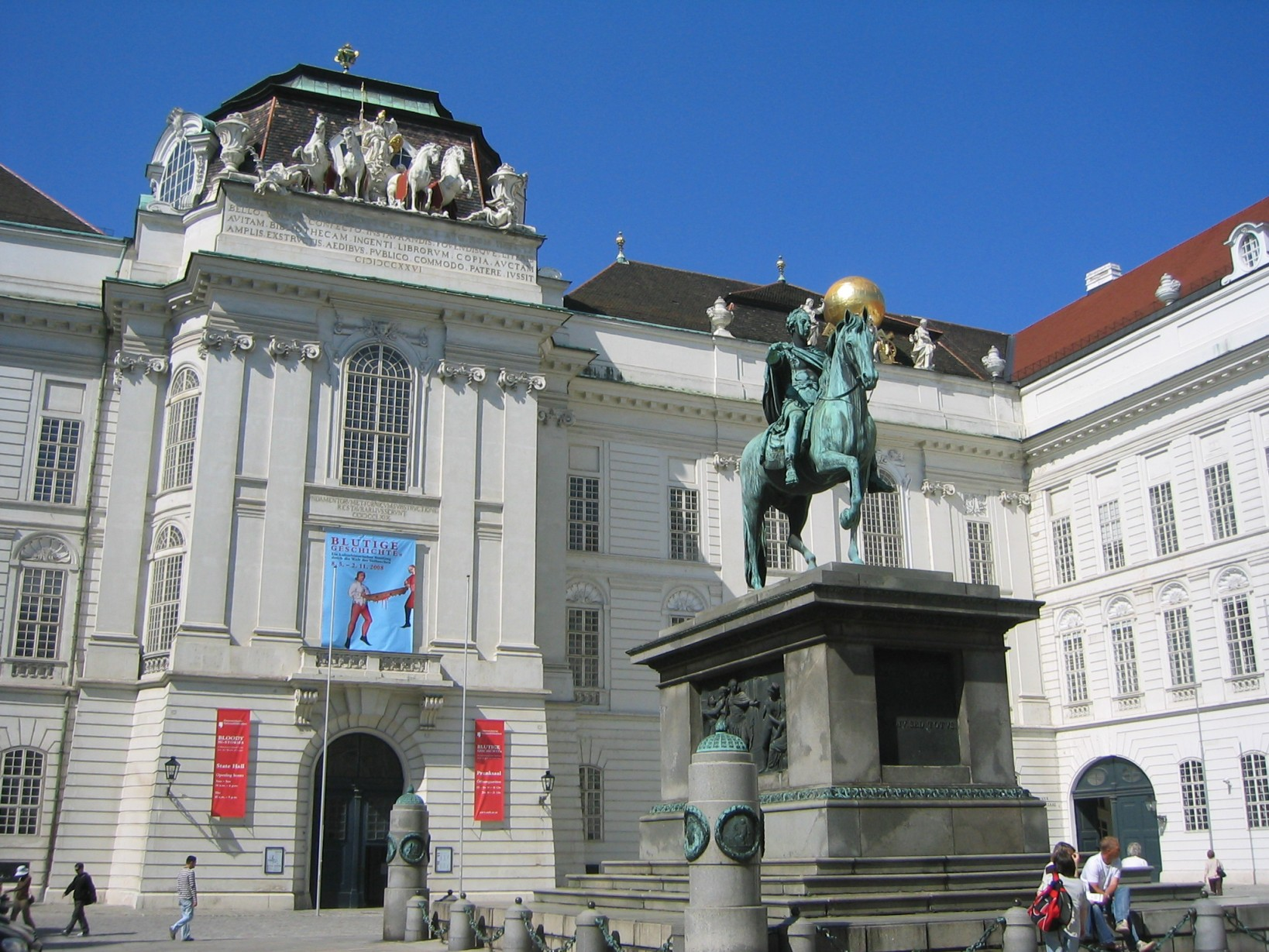
Йозефплац во дворце Хофбург в Вене, Австрия

Йозефплац (букв. Квадрат Йозефа) — площадь, расположенная у дворца Хофбург в Вене, Австрия. Названная в честь императора Иосифа II, Йозефплац считается одним из лучших внутренних дворов Вены.

## Описание
В центре площади Йозефплац находится конная статуя в натуральную величину и памятник императору Иосифу II, воздвигнутый скульптором Францем Антоном фон Цаунером в 1795-1807 года. Созданная по образцу статуи Марка Аврелия на Капитолийском холме в Риме, статуя была заказана императором Франциском II, который с 16-летнего возраста, воспитывался под присмотром своего дяди Иосифа II. Изображение Иосифа II как римского завоевателя, одетого в тогу и лавровый венок, отражает веру Габсбургов в то, что они были потомками древних римских императоров.
Площадь с трех сторон окружена секциями дворца Хофбург. Напротив Августинерштрассе находится Прунксааль (Государственный зал), центральное сооружение Австрийской национальной библиотеки, которая является частью дворцового комплекса Хофбург — прекрасный образец архитектуры позднего барокко в грандиозном масштабе. Здание было спроектировано Иоганном Бернхардом Фишером фон Эрлахом и его сыном Йозефом Эмануэлем Фишером фон Эрлахом, боковые крылья позже были добавлены по проекту Николо Пакасси. В дополнение к своей функции библиотеки, здание было также спроектировано как концертный зал с превосходной акустикой. Библиотека-музей понесла катастрофический ущерб во время битвы за Вену в 1848 году, когда зоологическая коллекция была полностью уничтожена пушечным огнем.
Слева от Прунксааля находится августинское крыло Австрийской национальной библиотеки и Церковь святого Августина, старейшее здание на площади. Справа от Прунксаля, лицом к церкви, находится Редутенсале (Зал редутов), который был пристроен к комплексу Хофбург в 1744-1748 годах. Редутенсале сильно пострадал от пожара в 1992 году.
В северо-западном углу площади находится Шталльбург (Конюшенный дворец), бывшие императорские конюшни, в которых когда-то содержалось около девятисот липиццанских лошадей. Построенный в шестнадцатом веке для эрцгерцога Максимилиана, Штальбург с 1614 по 1662 год хранил коллекцию произведений искусства эрцгерцога Леопольда Вильгельма. Позже здание было переоборудовано в конюшни для Хофбурга, окружив большой внутренний двор с аркадами на трех уровнях с большими дымоходами. Сегодня в Штальбурге находится испанская школа верховой езды и музей Липиццанера.
Напротив площади находятся два дворца. Дворец Паллавичини под номером 5, построенный в 1784 году, представляет собой смесь стилей барокко и неоклассицизма Фердинанда фон Хоэнберга. Также Дворец Палффи был построен в шестнадцатом веке.
Площадь Йозефплац была показана в качестве примечательного места в фильме «Третий человек» (1949).

## Памятная монета
Площадь Йозефплац была выбрана в качестве мотива австрийской коллекционной монеты евро: памятной монеты в 5 евро, посвященной председательству Австрии в ЕС в 2006 году, отчеканенной 18 января 2006 года. На реверсе изображен дворец Хофбург на площади. В центре находится конная статуя императора Иосифа II. Справа видно крыло Хофбурга, в котором находятся испанская школа верховой езды и Редутенсале.

## Галерея

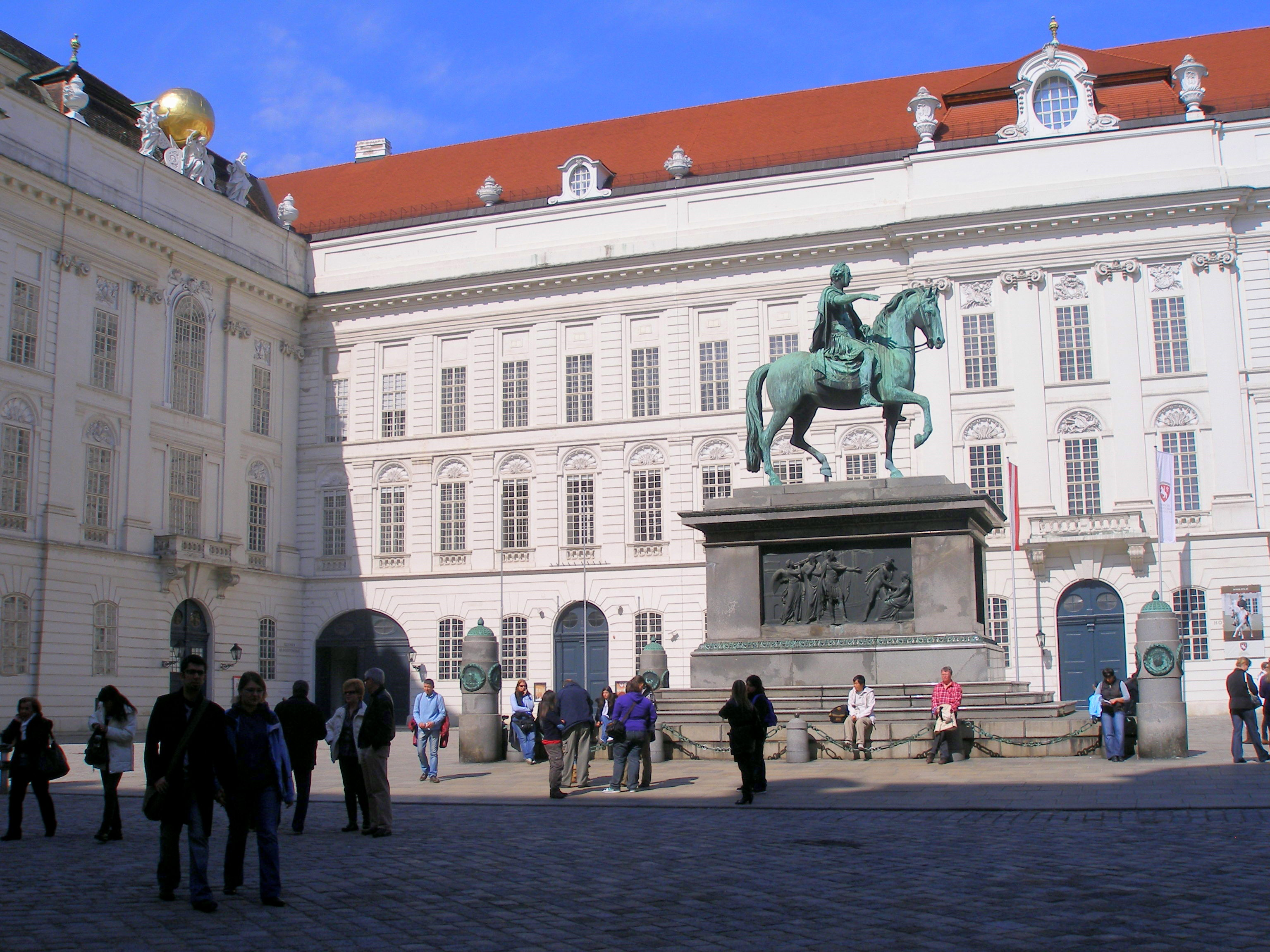
Йозефплац
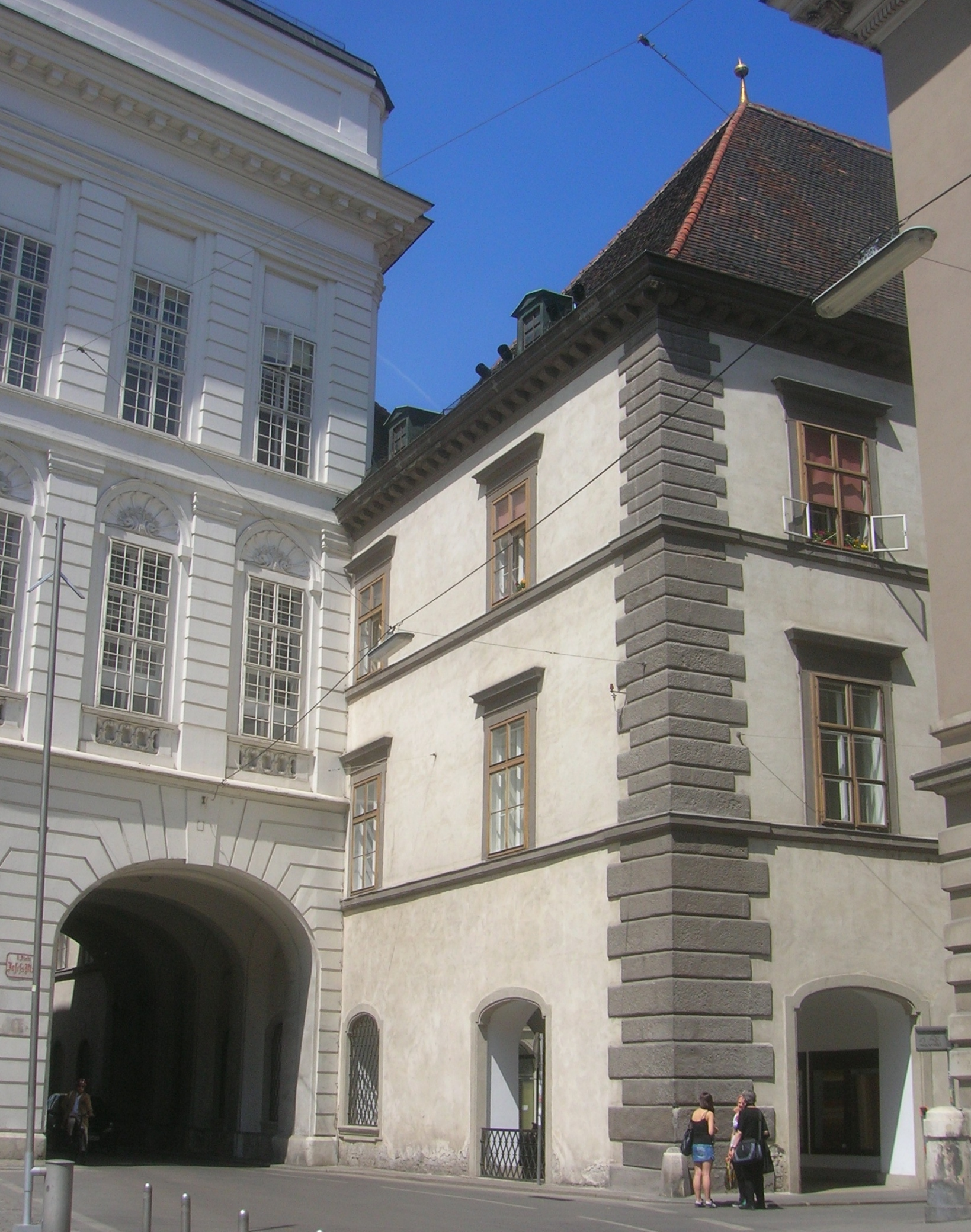
Штальбург
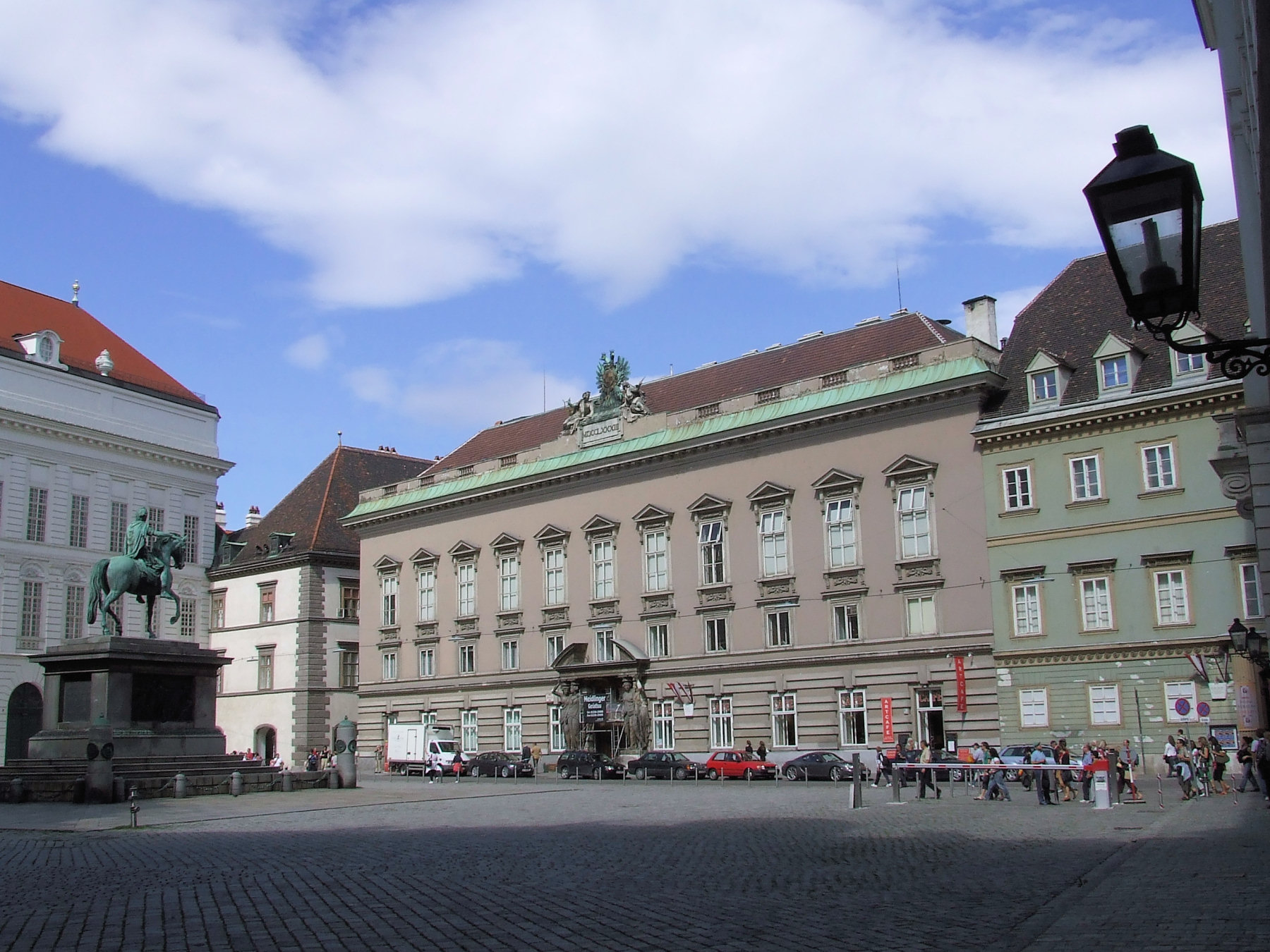
Йозефплац
Памятная монета